# Окан Бурук
Окан Бурук (на турски: Okan Buruk) е бивш турски футболист и настоящ треньор по футбол. От лятото на 2022 г. е старши треньор на Галатасарай.

## Успехи

### Като футболист
Галатасарай
- Шампион на Турция (7): 1992/93, 1993/94, 1996/97, 1997/98, 1998/99, 1999/2000, 2007/08
- Носител на Купата на Турция (4): 1992/93, 1995/96, 1998/99, 1999/2000
- Носител на Суперкупата на Турция (3): 1993, 1996, 1997
- Носител на Купата на УЕФА (1): 1999/2000
- Носител на Суперкупата на УЕФА (1): 1999/2000

 Бешикташ
- Носител на Купата на Турция (1): 2005/06

 Турция
- Бронзов медалист от Световно първенство (1): 2002

### Като треньор
Акхисар Беледиеспор
- Носител на Купата на Турция (1): 2017/18

 Истанбул Башакшехир
- Шампион на Турция (1): 2019/20

 Галатасарай
- Шампион на Турция (2): 2022/23, 2023/24
- Носител на Суперкупата на Турция (1): 2023